# Bactris gasipaes
Bactris gasipaes (chunda (xonta) en quítxua, pupunha en portuguès brasiler), és una espècie de palmera que proporciona un fruit tropical nativa d'Amèrica del sud i central.

## Descripció
Pot arribar a fer 14 a 17 metres o més d'alt, sovint es desenvolupen més troncs des del peu de la planta. El tronc té anells d'espines negres d'uns cinc a dotze centímetres. Les fulles són pinnades fins a tres metres de llarg i cada dos a quatre setmanes en creix una de nova, segons el vigor de l'arbre i l'estació. El fruit és una drupa amb una sola llavor, que generalment creix en raïms d'un centenar fruites d'un deu quilos de pes. La seva utilitat radica en el seu contingut de midó.

## Usos i ecologia
Les fruites de Bactris gasipaes s'ha fet servir com aliment durant segles. Es mengen cuit i cru. Proporcionen un oli vegetal comestible. Moltes espècies d'ocells se n'alimenten, especialment els lloros de la família Psittacidae. També es menja el cor de la palmera.

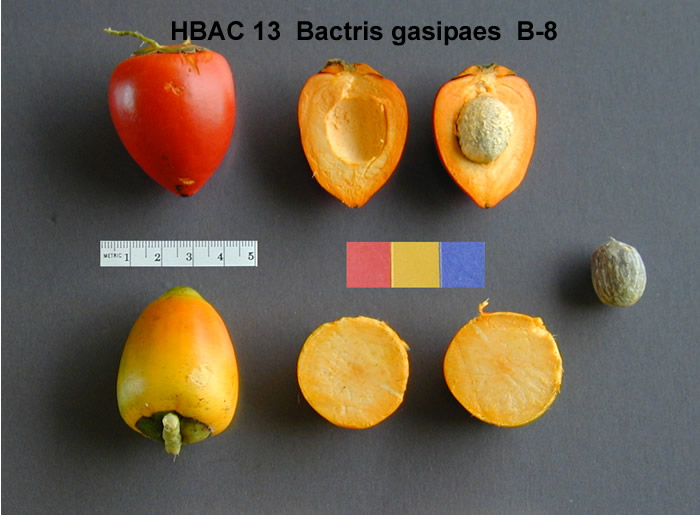
Fruits de B. gasipaes
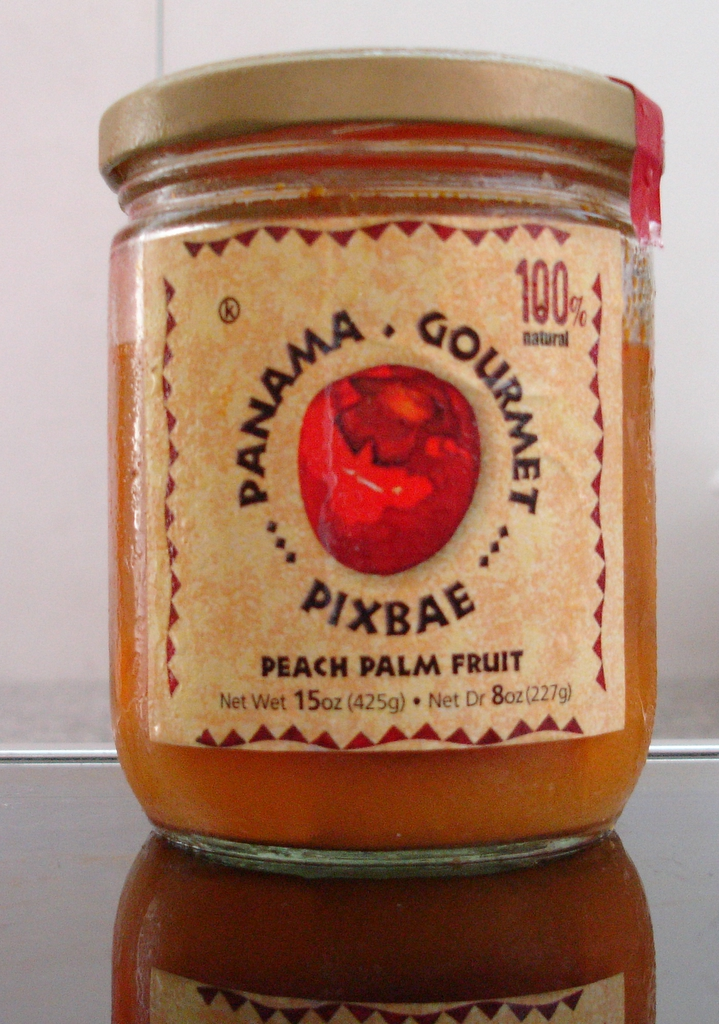
Fruit enllaunat